# TT410
TT410 (Theban Tomb 410 – Theben, Grab 410) ist das Grab der Mutirdis, die als Obergefolgsdame der Gottesgemahlin des Amun zu Zeiten von Nitokris und Psammetich I. in der 26. Dynastie lebte. Das Grab befindet sich in al-Asasif in der Nähe der Königsgräber im Tal der Könige. Die zugehörigen Gräber der Spätzeit stellen als Monumentalgräber eine Besonderheit dar.
In der Westhälfte der Sargkammer war das Nutbild vom Nutbuch an der Decke angebracht. Der Kopf der Göttin Nut zeigte zum Eingangsbereich, der im Westen lag. Durch den Einsturz der Decke ist das Nutbild größtenteils zerstört. Die Osthälfte der Decke hatte das Buch von der Nacht als Darstellung, das ebenfalls in westliche Richtung zum Eingang ausgerichtet war.